# 万奈摩宁号岸防舰

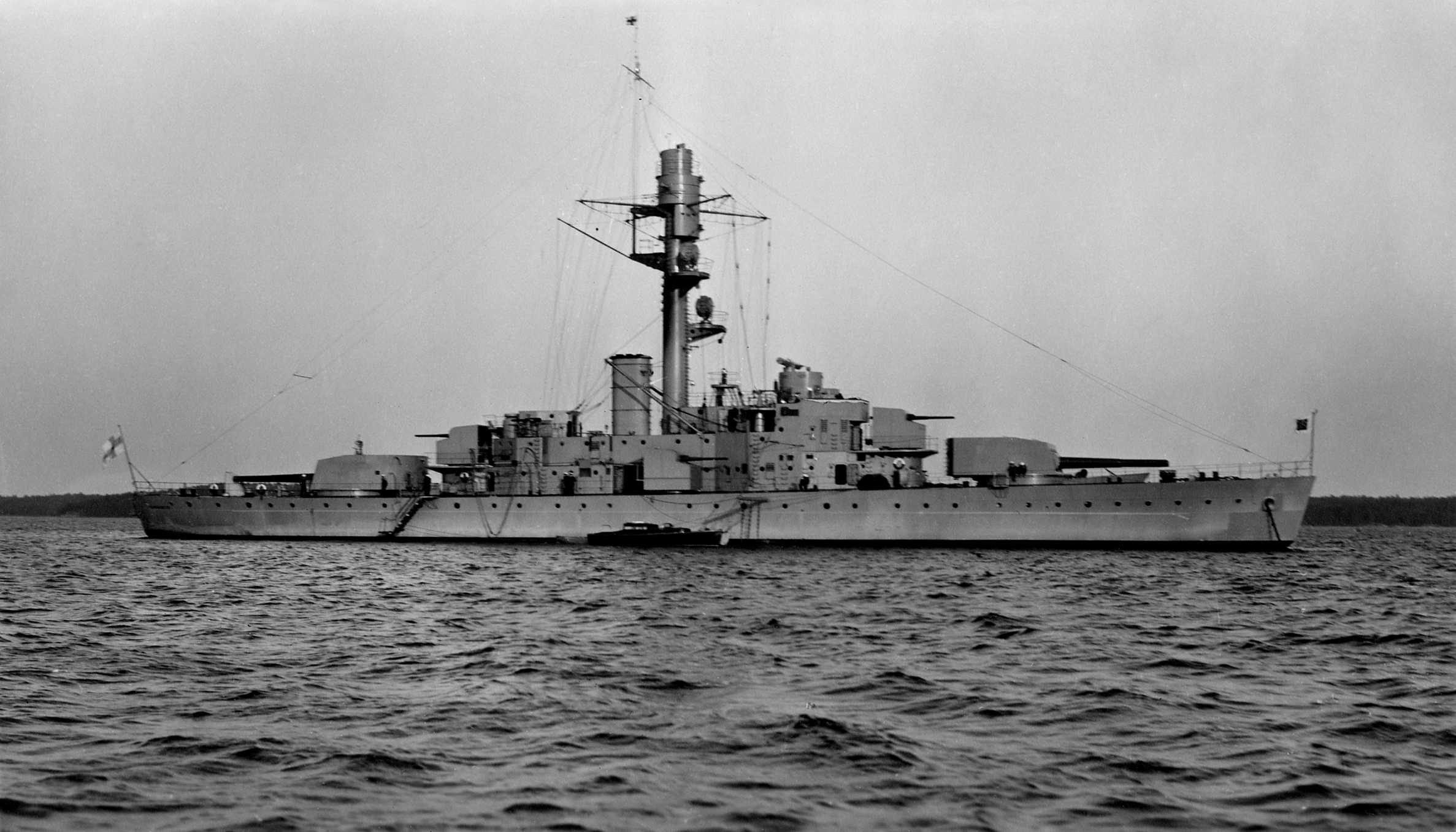
1938年时的万奈摩宁号

万奈摩宁号岸防舰（芬蘭語：Panssarilaiva Väinämöinen），是建造于1932年的芬蘭海軍岸防舰。它在芬兰海军中服役至1947年。之后作为战后赔偿转交给苏联，并被改名为维堡号。该舰在1966年报废拆除。